# Mauricio Ochmann
Mauricio Ochmann (Washington D. C., 16 de noviembre de 1977) es un actor estadounidense, conocido por su participación en telenovelas, tanto en México como en los Estados Unidos para la comunidad latina.

## Primeros años
Ochmann nació el 16 de noviembre de 1977 en Washington D. C., Estados Unidos. Nunca conoció a sus padres biológicos y durante sus primeros años de vida creció con su madre adoptiva, María, y su primer marido, Guillermo, quienes luego de un tiempo se divorciaron. Después de la separación, Ochmann y su madre se mudaron a México, donde la madre del actor comenzó una relación con el alemán Thomas Ochmann y comenzó a vivir con sus hermanastros Thomas, Christian y Paulo.  Años más tarde, Ochmann se mudó a Los Ángeles, donde estudió actuación en el estudio Joanne Baron de Santa Mónica.

## Carrera

### Inicios (1997-2005)
Desde muy joven, Ochmann mostró interés en la actuación al participar en diversas actividades y trabajos locales, pero a los 16 años obtuvo su primera oportunidad profesional en el programa de televisión La otra cosa de Héctor Suárez. Después de estudiar en Los Ángeles, consiguió un pequeño papel en la película Message in a Bottle, junto a actores como Kevin Costner y Robin Wright. Después de sus primeros trabajos, regresó a México donde el actor y productor Humberto Zurita y su esposa Christian Bach le dieron la oportunidad de protagonizar su primera telenovela con Bárbara Mori, titulada Azul tequila, la cual se estrenó en 1998. Al año siguiente es elegido por Elisa Salinas para protagonizar la telenovela Háblame de amor con Danna García. Después de un tiempo en la televisión, decide actuar en obras de teatros y su primera puesta en escena fue en Equus con la que obtiene varios reconocimientos, entre ellos el premio al «Actor Revelación en Teatro» por la Asociación Nacional de los críticos de teatro. En 2000 regresó a Los Ángeles y participó en la serie producida por Diane Ruggiero, titulada That's Life. Al final de la producción de esta serie, regresa a México para actuar junto a Lorena Rojas en la telenovela Como en el cine (2001), la cual produjo la cadena Televisión Azteca. En 2003 participó en la telenovela Mirada de mujer, el regreso, secuela de Mirada de mujer. También formó parte del elenco de producciones como Ladies' Night, en 2004 con 7 mujeres, 1 homosexual y Carlos, junto con Adriana Fonseca, Rogelio Guerra, Luis Felipe Tovar y Ninel Conde. En 2005 apareció en la película de suspenso, Ver, oír y callar, junto a Luis Felipe Tovar y Paola Núñez.  Además, actuó en la telenovela Amarte así, Frijolito, interpretando el personaje de «Ignacio», y también participó en la película Tres, de Carlos Valdivia. En el 2012 protagoniza junto a Carla Hernández la telenovela Rosa diamante.

## Filmografía

### Televisión
| Año       | Título                      | Personaje                                    |
| --------- | --------------------------- | -------------------------------------------- |
| 1998-1999 | Azul tequila                | Santiago Berriozábal                         |
| 1999-2000 | Háblame de amor             | Maximiliano Toledo                           |
| 2001-2002 | Como en el cine             | Javier Borja / Joaquín «Joaco» Borja         |
| 2003      | Mirada de mujer, el regreso | José Chacón                                  |
| 2005      | Amarte así, Frijolito       | Ignacio Reyes                                |
| 2006      | Marina                      | Ricardo Alarcón Morales                      |
| 2007      | Dame chocolate              | Fabián Duque                                 |
| 2007      | Decisiones                  | Federico                                     |
| 2007-2008 | Victoria                    | Jerónimo Acosta                              |
| 2009      | Los Victorinos              | Victorino Mora                               |
| 2010      | El Clon                     | Lucas Ferrer / Diego Ferrer / Daniel Padilla |
| 2011      | El sexo débil               | Julián Camacho                               |
| 2012      | Rosa diamante               | José Ignacio Altamirano                      |
| 2012      | Capadocia                   | Iker                                         |
| 2013-2015 | El señor de los cielos      | José María «El Chema» Venegas Mendivil       |
| 2016-2017 | El Chema                    | José María «El Chema» Venegas Mendivil       |
| 2019      | De viaje con los Derbez     | El Mismo                                     |
| 2020      | Pequeñas coincidencias      | Lorenzo Cuervo                               |
| 2020      | R                           | Francisco «Franco» Barrón                    |
| 2022-2024 | Las Bravas FC               | Roberto Casas                                |
| 2025      | Papá soltero “2025”         | César                                        |

## Cine
| Año  | Película                              | Personaje     |
| ---- | ------------------------------------- | ------------- |
| 1999 | Message in a Bottle                   | Chico         |
| 2003 | Ladies' Night                         | Desflorador   |
| 2004 | 7 mujeres, 1 homosexual y Carlos      | Carlos        |
| 2005 | Corazón marchito                      | Él            |
| 2005 | Tres                                  | Carlos        |
| 2005 | Ver, oír y callar                     | Alberto Bravo |
| 2015 | A la mala                             | Santiago      |
| 2017 | Hazlo como hombre                     | Raúl          |
| 2018 | Ya veremos                            | Rodrigo       |
| 2018 | Te juro que yo no fui                 | Ludwig        |
| 2020 | Ahí te encargo                        | Alejandro     |
| 2022 | ¡Qué despadre!                        | Pedro Galicia |
| 2022 | ¿Y cómo es él?                        | Tomás         |
| 2022 | Sin ti no puedo                       | David         |
| 2022 | Reviviendo la Navidad                 | Chuy          |
| 2022 | Sin ti no puedo                       | David         |
| 2023 | A todas partes                        | Fernando      |
| 2023 | Amigos hasta la muerte                | Nacho         |
| 2023 | Give me your eyes-“Préstame tus Ojos” | Juan          |
| 2023 | Papá o mamá                           | Vicente       |
| 2024 | No negociable                         | Alan Bender   |
| 2024 | El diario                             | Carlos        |
| 2024 | Hotel Bitcoin                         | Pascual       |

### Teatro
- Cuatro XXXX 2013
- La dama de las camelias 2011
- Veintidós Veintidós 2010
- El graduado - (2004)
- Equus - (2000) Alan. Vips Prod.[28]
- Sueños de juventud - Carlos. Casa de la Cultura
- Profanación - Protagonista. Pocholos Productions
- Médicos a palos - Bartolomé. Panamericano Theatre
- La dama del alba - Protagonista. Theatre Manuel C.
- El juicio - Juez. Theatre Manuel C.
- Las damas de las camelias. Teatro Ofelia.
- 22.22. Teatro Ofelia.

## Premios y nominaciones
| Año  | Premiación       | Categoría         | Trabajos                 | Resultados |
| ---- | ---------------- | ----------------- | ------------------------ | ---------- |
| 2014 | Premios Tu Mundo | El malo más bueno | El señor de los cielos 2 | Nominado   |

- 2008: Reconocimiento especial de la UNICEF, por su participación en campaña a favor de la nutrición de la niñez ecuatoriana.[30]